# Propicroscytus indicus
Propicroscytus indicus är en stekelart som beskrevs av Subba Rao 1981. Propicroscytus indicus ingår i släktet Propicroscytus och familjen puppglanssteklar. Inga underarter finns listade i Catalogue of Life.